# Nautanwa
Nautanwa (o Nautanwa Bazar, Navtanwa) è una suddivisione dell'India, classificata come municipal board, di 29.259 abitanti, situata nel distretto di Maharajganj, nello stato federato dell'Uttar Pradesh. In base al numero di abitanti la città rientra nella classe III (da 20.000 a 49.999 persone).

## Geografia fisica
La città è situata a 27° 25' 60 N e 83° 25' 0 E e ha un'altitudine di 88 m s.l.m..

## Società

### Evoluzione demografica
Al censimento del 2001 la popolazione di Nautanwa assommava a 29.259 persone, delle quali 15.248 maschi e 14.011 femmine. I bambini di età inferiore o uguale ai sei anni assommavano a 4.917, dei quali 2.556 maschi e 2.361 femmine. Infine, coloro che erano in grado di saper almeno leggere e scrivere erano 18.029, dei quali 10.760 maschi e 7.269 femmine.